# ستيفن كراوتش
ستيفن كراوتش (بالإنجليزية: Steven Crouch)‏ هو لاعب دوري الرغبي أسترالي، ولد في 24 ديسمبر 1977 في سيدني في أستراليا.